# Aventurile lui Mark Twain
Aventurile lui Mark Twain (titlul original: The Adventures of Mark Twain) este un film biografic american, realizat în 1944 de regizorul Irving Rapper, care prezintă secvențe din viața «părintelui» lui Tom Sawyer și Huckleberry Finn. În rolul principal joacă actorul Frederic March, având alături pe Alexis Smith și Donald Crisp.

## Distribuție
- Frederic March - Samuel Clemens (Mark Twain)
- Alexis Smith - Olivia Langdon Clemens
- Donald Crisp - J. P. Pond
- Alan Hale - Steve Gillis
- John Carradine - Bret Harte
- William Henry - Charles Langdon
- Walter Hampden - Jervis Langdon
- Robert Barrat - Horace E. Bixby
- Percy Kilbride - Billings, Schriftsetzer
- Whitford Kane - Joe Goodwin, editor
- C. Aubrey Smith - Oxford Chancellor
- Joyce Reynolds - Clara Clemens
- Nana Bryant - dna. Langdon
- Jackie Brown - Samuel Clemens (12 ani)
- Dickie Jones - Samuel Clemens (15 ani)
- Russell Gleason - Orion Clemens

## Legături externe
- Aventurile lui Mark Twain la Internet Movie Database